# Pierre Bernard (résistant)
Pour les articles homonymes, voir Pierre Bernard et Bernard.
Pierre Bernard est un Français libre, Compagnon de la Libération, né le 1er juillet 1907 à Fontainebleau et mort lors de la Campagne de Tunisie, le 11 mai 1943.

## Biographie
Il est officier de police à Shanghai en 1939 et y est mobilisé comme lieutenant de réserve. Démobilisé en juillet 1940, il rejoint l’Angleterre où il s’engage dans les Forces françaises libres le 15 novembre 1940. En décembre 1941, il est chef de la Sûreté générale aux armées en Syrie.
En octobre 1942, il est affecté au Bataillon de marche n°5 (BM 5) de la 2e brigade française libre.
Pendant la campagne de Tunisie, il conduit une attaque à la tête d'une compagnie, à Takrouna, le 11 mai 1943, au cours de laquelle il meurt mitraillé.
Pierre Bernard est inhumé au cimetière près de la route Kairouan-Enfida à Takrouna.

## Décorations
- Chevalier de la Légion d'honneur[Quand ?]
- Compagnon de la Libération (décret du 10 décembre 1943)
- Croix de guerre 1939–1945, palme de bronze